# 豊丸 (AV女優)
豊丸（とよまる、1967年9月29日 - ）は、日本の元AV女優。
生年月日、血液型、スリーサイズが異なるプロフィールがいくつか存在し、1965年生まれという情報も存在する。

## 略歴・人物
鹿児島県出身。豊丸名義で、1988年にAVデビュー。
1980年代後半を代表するAV女優の1人で、多くのテレビ番組にも出演した。
それまで受け身が普通だったAV女優にはない、自ら感じまくり積極的に男を求める猥褻演技で最強の淫乱女優として人気を博する。1988年から89年にかけてAV界を席巻した淫乱ブームの中心的存在で、その時代は沙也加、咲田葵、亜里沙、沖田ゆかり、栗原早記、有希蘭、千代君といった女優が淫乱派として覇を競ったが、その中で一番の知名度を誇った。豊丸を特徴づけたのは、絶頂の時に白目をむいて「イグーッ! イグーッ!」と絶叫する性癖で、彼女の作品のほとんどにはこのパフォーマンスが見られる。
女性器に大根挿入したプレイやフィストファックをするなどの過激な行為でも有名であった。
「男の人と目が合っただけで濡れる」「ビデオで何度もイッた日でも家に帰ってオナニーする」「男性経験1,000人以上」「一度に12人の男の人とベッド・インした経験がある」などの経験談を、雑誌のインタビュー等を通じて自身の淫乱性を証明するように語っている。しかし撮影以外では気遣いのできる礼儀正しい女性であったという。
『豊丸三姉妹』(KUKI)では監督にも挑戦する。『オールナイトフジ』（フジテレビ）では「豊丸ちゃんコーナー」が設けられた。
大島清京都大学名誉教授によって『週刊ポスト』（1989年6月2日号 小学館）誌上で豊丸の精神分析学という表題の元に、その淫乱性が解析され、幼いころの性体験がその後の性意識、性行動に色濃く影響していると論評された。
加藤鷹が7000人以上の相手の中で生涯ナンバー1のAV女優として挙げた。
その活躍はAV業界にとどまらず、サザンオールスターズのシングル「シュラバ★ラ★バンバ」のPVではアマゾネスの女王として出演した。
AV引退後はストリップへの出演や、六本木の旧防衛庁近くのバー「プシカル」のママとして活動、店には憂花かすみ、藤沢まりの、木田彩水、仲村梨沙、庄司みゆき、いとうしいな、小泉朝子、青山ちはるといった女優が在籍していた。

## 出演作品

### アダルトビデオ（豊丸 名義）
- 吸淫力 〜史上最強のワイセツ〜（1988年5月、サム）
- 大淫シンドローム（1988年8月1日、V&Rプランニング） ※「豊丸（ゆたかまる）」名義[7]
- 珠楽（1988年8月15日、フリービジョン）
- 人間発電所（1988年8月25日、サム）
- 豊丸VS亜里沙（1988年9月10日、パピヨン）共演:亜里沙
- 淫花帝国（1988年9月15日、アリスJAPAN）
- クレイジーインパクト（1988年9月25日、フリービジョン）他出演:仲村梨沙、沖田ゆかり
- 冒険王 II（1988年10月15日、フリービジョン）他出演:坂口蘭子、岡本百合、日高優、沖田ゆかり、番匠愛
- 豊丸・亜里沙の盗み撮る（1988年11月15日、キャンディー）共演:亜里沙
- 豊丸スキャンダル（1988年12月3日、宇宙企画）
- フラッシュバック 9（1988年12月5日、アリスJAPAN）共演:前原祐子、藤沢まりの
- 淫花帝国 2（1988年12月21日、アリスJAPAN）
- スーパーハード宣言 5（1988年、アリーナ・エンターテイメント）
- 珠楽（1988年、キャンディー・フリービジョン）
- ザ・豊丸 ドキュメンタリー●18000秒のエクスタシー（1988年、フェニックス・グラフィティジャパン）
- 淫と乱（1988年、KUKI）共演:咲田葵、沖田ゆかり
- ザ・バトル 4（1988年、新東宝）Q-62
- 危険塾（1988年、コロナ社）共演:千代君
- 豊丸のズッコズッコBOOGIE （1988年、JVD）
- 女帝豊丸（1988年、ホップ）
- 淫震度 7（1988年、エル）
- 淫・豊丸（1988年、希宝舎/シャリオ）CK-1067
- 淫乱三昧 前編 性鬼魔唾（1988年、リップスティック）
- 淫乱三昧 後編 後編 VS. エレファント軍団（1988年、リップスティック）
- 豊丸VS小豊丸（1988年、現映社）共演:小豊丸
- 淫乱一族 （1988年、アテナ映像）共演:沖田ゆかり、咲田葵、栗原早記
- ザ・バトルロイヤル（1988年、新東宝）他出演:青木ゆかり、咲田葵、沖田ゆかり STQ-67
- ARENA 未編集&NG大特集 （1988年、アリーナ）他出演:朝吹麻耶、沖田ゆかり、森川夏美、仲村梨沙
- ビデオSEXY倶楽部30（1988年、宇宙企画）他出演:新田恵美、早川愛美、麻生澪、美穂由紀
- いんらんパフォーマンス 処女喪失（1988年、アテナ映像）共演:倉持佳奈、栗原早記、咲田葵
- いんらんパフォーマンス 淫乱天使 豊丸VS有希蘭（1989年2月1日、アテナ映像）共演:有希蘭
- 豊丸祭（1988年 、VIP）5D-067
- 12人+豊丸の本番中毒 4（1988年、KUKI）他出演:山口ゆかり、高橋めぐみ、西村杏子、後藤沙貴、工藤麻美、徳大寺笙子、沢木夕子、北川聖良、風間レイ、大島裕子、白木麻弥、藤あかね QX79
- OH!満子 2 ア○ル解放戦線’89（1988年、V&Rプランニング）他出演:本田静香、亜里沙、千代君
- 青筋市場 3（1988年、VIP）坂口蘭子、木内玲子
- 豊丸物語（1989年2月3日、宇宙企画）
- 淫人類（1989年3月1日、アリスJAPAN）
- 豊丸のもっと過激に （1989年3月13日、VIP）
- 豊丸三姉妹（1989年4月8日、KUKI）共演:椎名かおり、坂口蘭子
- やりたい放題（1989年、フェニックス）
- たおやかな淫女（1989年、スワンビデオ）
- アダルトスターどっきり（秘）報告（1989年、VIP）共演:前原祐子、さくら、木内玲子
- 淫と乱 3 大淫界（1989年、KUKI）他出演:杉森久美子、有希蘭、秋吉小夜子
- ラ・ヴァルス（1989年、KUKI）他、鮎川真理、樹まり子、憂花かすみ、加賀恵子、中村梨沙、前原裕子、藤沢まりの、杉森久美子、イヴ、小林ひとみ、冴島奈緒、栗原早記
- 豊丸と亜里沙の淫獣黒百合姉妹（？ 、東京レズビアンナイト）共演:亜里沙
- 豊丸大復活（1990年、ロイヤル・アート）共演:広田まみ
- 狂い咲き熱体魚（1990年、ビスタ）
- 丸出しの欲情（1990年、RAC）
- 豊丸組 狂乱痴獄（1990年、RAC）他、咲田葵、有希蘭
- 両足上げてホールドアップ（1993年、VISUAL ONE）
- スペシャル･メニュー5 感じやすい娘（オンナ）たち（？、グラフィティジャパン）他出演:村上麗奈、斉藤唯、雨宮時空子、未樹圭 PM-0072
- 性療法 セックスセラピー（ギャルリ・ノア）
- 熱砂の女（アールエーシー）

他多数出演
DVD 再発売
- 聖女伝説 II（1999年、イズエンタープライズ）他出演：五島めぐ、鮎川真理、春日真央
- AVスーパーアイドルコンプリートコレクション2（1999年6月18日、TMA）他出演：冴島奈緒、鮎川真理、庄司みゆき、小林愛美
- ルネッサンス 蘇るAVアイドル（1999年9月2日、h.m.p）他出演：星野ひかる、咲田葵、夕樹舞子、川上裕子、沙也加、沙羅樹、浅倉舞、美穂由紀、美里真理、菊池えり、藤谷しおり、西野美緒、響奈美、麻宮涼子
- アテナ映像20周年記念 代々木忠特選スペシャル 2（2001年1月1日、アテナ映像）他出演:愛染恭子、大崎忍、野口優子、咲田葵、沖田ゆかり、栗原早記
- プロジェクトXXX AV界を支えた女優たち 絶叫女優セレクション（ラブメルシー）他出演：林由美香、君島愛、菊池エリ、葉山みどり、エルザ、きららかおり、いとうしいな、五島めぐみ、八神康子
- エピソード[1988] 伝説になった女優たち…（2002年7月10日、ビデオバンク）他出演：斉藤唯、山下麗子、松原久美子、村上麗奈、舞坂ゆい、朝吹麻耶
- 聖女伝説2（2003年11月1日、デジタルメディアネットワーク）他出演：五島めぐ、鮎川真理、春日真央、庄司みゆき
- 豊丸VS沙也加（2004年3月31日、アリーナ）
- BEST OF LEGEND　豊丸＋（プラス）（2006年5月19日、デジタルバンク）他出演：小沢奈美、木村晴美
- 蘇る伝説のアクトレスたち Legend Plus（2007年10月26日、エー・エス・ジェイ）他出演：井上華菜、田中露央沙
- Adult Beauty 22 豊丸（ファーストミュージック）

### アダルトビデオ
- ZUBO!（1988年、アリーナ）
- どスケベ日記（1988年、VIP）共演:藤田容子
- 教祖密戯（1988年、ロコ）
- 蠢めいて（1988年、フェニックス）PM-0053

### 成人映画
- 豊丸伝説 超変態（1988年、新東宝）
- 豊丸の変態クリニック（1988年、エクセスフィルム）監督：浜野佐知
- 豊丸の何回でも狂っちゃう（1988年、エクセスフィルム）
- スーパード淫乱マッチ 豊丸スペシャル（1988年11月10日公開、1989年2月25日にレーザーディスク発売、にっかつ）

### オリジナルビデオ
- 久住昌之の笑えるビデオ HE-SO 赤・白（1990年、日本ビクター株式会社）
- ダンドリくん 実写版（1992年、東芝EMI） - エミ 役
- AV女学院 1 天使のパンツは校則違反（1992年、マクザム）桜樹ルイ、白石ひとみ、朝岡実嶺、樹まり子
  - AV女学院 2 パンツの奥は大騒動!（1992年12月25日、マクザム）飯島愛、朝岡実嶺、沢口菜々子、KAIKO
- 吉本艶芸会 AVギャルは舐めてもイカン あなたとヤリたいおめこぼしの巻（1994年1月28日、ジャパンホームビデオ）
  - 吉本艶芸会2 コテコテ吉本ハメハメハ お立ち台じゃあ〜りませんかの巻（1994年2月25日、ジャパンホームビデオ）

### 一般映画
- ドライビング・ハイ!（1993年、ゼリアスエンタープライズ）

### カセット
- マドンナメイトカセット 豊丸「抱いて 燃えて 男と女」（1988年4月10日、二見書房）

### 出演番組
- 11PM(日本テレビ)
- オールナイトフジ(フジテレビ)
- 姫TV 「クイズタイム小学生」(テレビ朝日)
- ギルガメッシュないと(テレビ東京)

### テレビドラマ
- ドラマ23「ウッチャンナンチャンの純愛の街」（1989年3月、TBS）

### ミュージック・ビデオ
- サザンオールスターズ「シュラバ★ラ★バンバ」（1992年7月18日、タイシタレーベル）

### アフレコ
- やる気まんまん2昇天!ソープ嬢（1990年3月9日、ラインコミュニケーションズ）
- 冒険してもいい頃2 青春! 燃えてクランクイン!（1990年3月21日、ラインコミュニケーションズ）

### 歌
- つかれているなら（1990年3月21日、テイチクエンタテインメント、『男の戦場/島田敏、緒方賢一』とカップリング）OVA『やる気まんまん』挿入歌

## 出版
- AVギャルノベルズ 嗚呼ぶっといわ（1989年08月15日、リム出版新社）
- マドンナメイト写真集（1988年、二見書房）
- 遊び時間（1988年、綜合図書）